# قطع (الکترونیک)
در الکترونیک، قطع (به انگلیسی: cut-off) حالتی از رسانایی ناچیز است که خاصیت چندین نوع از قطعات الکترونیکی است هنگامی که یک پارامتر کنترلی (که معمولاً یک ولتاژ یا جریان الکتریکی کاملاً تعریف‌شده‌است، اما همچنین می‌تواند شدت نور فرودی یا میدان مغناطیسی باشد)، از یک مقدار (آستانه هدایت) کاهش یا افزایش می‌یابد. انتقال از رسانایی معمولی به قطع می‌تواند کم و بیش تیز باشد، بسته به نوع افزاره درنظر گرفته‌شده، و همچنین سرعت این انتقال به‌طورقابل‌توجهی متفاوت است.

## مقادیر قطع

### دیودها
- دیود اکسید مس: معمولاً بین دیودهای ژرمانیوم و سیلیکون (0.2-0.5 ولت)
- دیاک: بستگی به پیکربندی دارد.
- دیود ژرمانیوم: حدود ۰٫۳ ولت؛ با دما تغییر می‌کند[۱]
- دیود شاتکی: ۰٫۱۰–۰٫۴۵، با دما تغییر می‌کند.
- دیود سلنیوم: به قدمت و جریان بستگی دارد. معمولاً بالاتر از دیودهای سیلیکونی.
- دیود سیلیکون: قطع زمانی اتفاق می‌افتد که Vf به کمتر از ۰٫۷ ولت می‌رسد. ولتاژ دقیق با دما تغییر می‌کند.
- دیود ترمیونیک: ولتاژ قطع به طراحی قطعه بستگی دارد. بسیار بالاتر از افزاره‌های سیلیکونی.
- دیود زنر: قطع معکوس با نرخ‌بندی ولتاژ دیود تعریف می‌شود. قطع مستقیم حدود ۰٫۶ ولت.

### ترانزیستورها
- بی‌جی‌تی: بستگی به پیکربندی دارد.[۲]
- ترانزیستور ژرمانیوم: حدود ۰٫۲ ولت، با دما تغییر می‌کند.
- ماسفت: بستگی به پیکربندی دارد.[۳]
- ترانزیستور سیلیکونی: حدود ۰٫۶ ولت، با دما تغییر می‌کند.
- ترایاک: همچنین به پیکربندی بستگی دارد.